# Гненый, Пётр Демидович
Пётр Демидович Гненый (укр. Петро Демидович Гнений; род. 5 августа 1920, Каленики) — передовик и новатор производства в чёрной металлургии, сталевар, технолог обжимного цеха комбината «Азовсталь» , Герой Социалистического Труда.

## Биография
Родился 5 августа 1920 года в селе Калениках (ныне Решетиловского района Полтавской области) в крестьянской семье. В Мариуполе с 1931 года. Окончил среднюю школу № 36, поступил в Мелитопольский сельскохозяйственный институт. В 1940 году окончил курсы бухгалтеров.
Участник Великой Отечественной войны. Воевал под Ленинградом на Волховском фронте, в Прибалтике, под Кенигсбергом. Член ВКП(б) с 1944 года.
Работая с 1947 года на ждановском металлургическом заводе «Азовсталь», внёс ценные рационализаторские предложения в разработку технологии нагрева специальных сталей. В 1955 году запускал нагревательные колодцы в обжимном цехе на Аньшаньском металлургическом заводе в Маньчжурии (КНР). Инициатор движения «Девятой пятилетке — металл отличного качества». Депутат Верховного Совета СССР 7-8-го созывов (1966—1974). С 1974 года — на пенсии.

## Награды, звания
Герой Социалистического Труда (23 марта 1966 года). Звание присвоено за выдающиеся успехи в развитии чёрной металлургии.
Награждён орденами Ленина, Октябрьской Революции, «Знак Почёта», двумя — Отечественной войны II степени, Красной Звезды, Трудового Красного Знамени, Дружбы (КНР), медалями.
Почётный гражданин Мариуполя с 16 апреля 1975 года. Звание присвоено за доблестный труд и выдающиеся заслуги в многолетней общественной деятельности.